# Escuts oficials de les entitats municipals descentralitzades de Catalunya
En aquest article s'apleguen els escuts oficials de les entitats municipals descentralitzades de Catalunya.
L'any 1981, la Generalitat de Catalunya va assumir la competència d'oficialitzar els símbols dels ens locals. Només 23 entitats municipals descentralitzades de les 65 existents han oficialitzat el seu escut.
El 15 d'abril del 1987 es promulgà una primera llei (la 8/1987) que fixava la normativa per a la denominació, els símbols i el registre dels ens locals.
A l'hora de definir com havien de ser els escuts oficials de les entitats municipals descentralitzades, aquesta llei fixava, entre altres coses, una forma, la caironada, així com que no havien d'anar timbrades amb corona, per diferenciar-les dels municipis.
El 26 de juny del 2007 es va aprovar un nou decret (el 139/2007) on s'ampliava, es complementava i es corregien aspectes de l'anterior llei.

Escuts oficials de les EMD de Catalunya
Ainet de Besan
Arànser
Araós
Arcavell i la Farga de Moles
Arestui
Àreu
Arró
Arròs e Vila
Ars
Arties e Garòs
Asnurri
Aubèrt e Betlan
Bagergue
Baiasca
Baldomar
Bellaterra
Bescaran
Betren
Bítem
Campredó
Canalda
Casau
Civís
Durro i Saraís
Escunhau e Casarilh
Espui
l'Estartit
Fontllonga i Ametlla
Gausac
Gerb
Gessa
la Guàrdia d'Ares
Isil i Alós
Jesús
Josa del Cadí
Manyanet
Montenartró
els Muntells
Os de Civís
Pi
Picamoixons
el Pla de la Font
Raimat
Rocallaura
Sant Joan Fumat
Sant Martí de Torroella
Sant Miquel de Balenyà
Santa Maria de Meià
Seana
Sellui
Senet
la Serra d'Almos
Sorpe
Sossís
Sucs
el Talladell
Taús
Tornafort
Tredòs
Unha
Valldoreix
Vila i Vall de Castellbò
Vilac
Vilamitjana
Víllec i Estana